# Montgó (l'Escala)
El Montgó és una muntanya de 95 metres que es troba al municipi de l'Escala, a la comarca catalana de l'Alt Empordà. Al cim hi ha un vèrtex geodèsic (referència 313091001) i una torre de defensa. S'endinsa al mar Mediterrani conformant la punta Montgó que clou cala Montgó pel nord. És el punt més meridional del Golf de Roses. Geològicament és un aflorament calcari. La seva urbanització és extensiva tot i que no ha progressat en extensió d'ençà de la llei de costes de 1988.